# 小行星9533
小行星9533（9533 Aleksejleonov）是一颗绕太阳运转的小行星，为主小行星带小行星。该小行星于1981年9月28日发现。

## 轨道参数
小行星9533的轨道半长轴为2.6178481 UA，离心率为0.175。